# 渡川之戰
渡川之戰，又名四萬十川之戰，發生於天正3年（1575年）。是長宗我部元親統一土佐的關鍵戰役。

## 經過和結果
一條兼定帶着3500人攻打長宗我部元親，原本預期農忙期間長宗我部元親無法派出大量軍隊出戰，但由於長宗我部元親在領內實行「一領具足」制度，因此集結約7300名士兵，在渡川迎擊，長宗我部元親將軍隊分成2股，一部直接渡河，一部由福留儀重率軍迂迴至北方，後來一條兼定受到長宗我部元親的挑撥，被長宗我部元親的鐵炮隊以火绳枪猛烈射擊，又擔心被長宗我部元親兩面夾擊而後退，元親見狀便命令全軍渡河突擊，一條軍潰敗，戰死200餘人。此戰奠定了長宗我部元親在土佐的霸權。
此戰後，兼定逃往瀨戶内隱遁生活，10年後43歲時死去。